# European Tax Analyzer
Der European Tax Analyzer (ETA) ist eine Simulationsanwendung, mit der Effektivsteuersätze für Unternehmen im europäischen und amerikanischen Vergleich berechnet werden können.
Der ETA wird seit 1991 am Zentrum für Europäische Wirtschaftsforschung in Zusammenarbeit mit der Universität Mannheim entwickelt. Er vergleicht in einer maximal zehnjährigen Modellierung alle relevanten Steuersätze für Personen- und Kapitalgesellschaften in fünf europäischen Staaten (Deutschland, Frankreich, Großbritannien, Niederlande, Irland) sowie in den USA.
Anwendungsgebiete sind neben internationalen Steuerbelastungsvergleichen die Untersuchung von Steuerreformvorhaben und grundlegenden Änderungen des Steuersystems (beispielsweise Cashflow-Steuer und Ökosteuer). Ein besonderer Schwerpunkt liegt dabei auf grenzüberschreitenden Investitionen.
Der ETA wird unter anderem in Projekten der Deutschen Forschungsgemeinschaft und bei Untersuchungen im Auftrag verschiedener Ministerien verwendet. Beispielsweise wurde im Oktober 2002 die im Auftrag der Europäischen Kommission erstellte Studie Company Taxation in the Internal Market präsentiert.